# Francisco Galindo Vélez
Francisco Galindo Vélez, de nom complet Francisco Humberto Galindo Vélez, (San Salvador, 1955) és un diplomàtic salvadorenc. És advocat i especialitzat en protecció de desarrelats i drets humans. Va ser representant de l'Alt Comissionat de les Nacions Unides per als Refugiats (ACNUR).
És llicenciat en dret i ciències polítiques i té estudis de doctorat per la Universitat de Nova York i per l'Institut Universitari d'Alts Estudis Internacionals de Ginebra. Entre els anys 1987 i 2008 va ser representant de l'Alt Comissionat de les Nacions Unides per als Refugiats (ACNUR) a França, Colòmbia, Mèxic, Egipte i Tadjikistan, i Representant Regional Adjunt a Mèxic, Guatemala, El Salvador, Hondures, Nicaragua, Costa Rica, Panamà, Cuba i Belize.
Entre el 2010 i el 2015 va ser ambaixador d'El Salvador a França i fins al 2019 a Colòmbia, any que amb l'entrada de Nayib Bukele a la presidència del Salvador va ser destituït com a ambaixador. El 2020 va tornar a Ginebra.
En una primera reunió el 2 de desembre de 2023 va ser elegit com a coordinador de la mediació internacional de les negociacions entre el PSOE i Junts per Catalunya en el marc de la investidura de la XV legislatura espanyola.